# Salgueiro AC
Salgueiro AC is een Braziliaanse voetbalclub uit de stad Salgueiro in de staat Pernambuco in Brazilië.

## Geschiedenis
De club werd opgericht in 1972. In 2005 speelde de club voor het eerst in de Série A2 van de staatscompetitie. De club promoveerde meteen, maar kon het behoud niet verzekeren. In 2007 promoveerde de club opnieuw en werd nu een vaste waarde in de hoogste klasse. De club speelde dat jaar ook voor het eerst in de nationale Série C en werd ook daar een vaste waarde, uitgezonderd de seizoenen 2011 en 2013.
In 2017 bereikte de club de finale van de staatscompetitie en verloor daar van Sport do Recife. In 2018 degradeerde de club opnieuw uit de Série C. In 2020 werd de club voor het eerst staatskampioen en was zelfs de eerste club van buiten Recife die de staatstitel kon veroveren. In 2024 trok de club zich tien dagen voor de competitiestart terug uit de competitie wegens financiële redenen.

## Erelijst
Campeonato Pernambucano
2020